# Velká cena Japonska silničních motocyklů

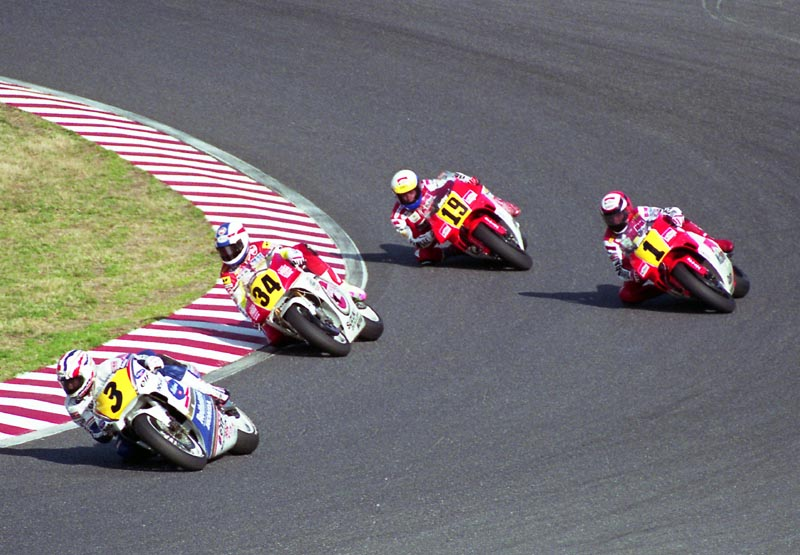
Finále Velké ceny Japonska silničních motocyklů 1991, třída 500cc. Na snímku zleva Mick Doohan (3), Kevin Schwantz (34), John Kosinski (19) a Wayne Rainey (1).

Grand Prix Japonska silničních motocyklů je motocyklový závod, který je součástí Prix silničních motocyklů závodní sezóny.

## Vítězové Grand Prix silničních motocyklů - Japonsko
Růžové pozadí ukazuje událost, která nebyla součástí Prix silničních motocyklů Racing Championship.
| Rok  | Trať   | Moto3                      | Moto2                     | MotoGP                      | Report |
| ---- | ------ | -------------------------- | ------------------------- | --------------------------- | ------ |
| 2023 | Motegi | Jaume Masià                | Somkiat Chantra           | Jorge Martín                | Report |
| 2022 | Motegi | Izan Guevara               | Ai Ogura                  | Jack Miller                 | Report |
| 2019 | Motegi | Lorenzo Dalla Porta        | Luca Marini               | Marc Márquez                | Report |
| Rok  | Trať   | 125 cc                     | Moto2                     | MotoGP                      | Report |
| 2011 | Motegi | Johann Zarco               | Andrea Iannone            | Dani Pedrosa                | Report |
| 2010 | Motegi | Marc Márquez               | Toni Elías                | Casey Stoner                | Report |
| Rok  | Trať   | 125 cc                     | 250 cc                    | MotoGP                      | Report |
| 2009 | Motegi | Andrea Iannone (Aprilia)   | Álvaro Bautista (Aprilia) | Jorge Lorenzo (Yamaha)      | Report |
| 2008 | Motegi | Stefan Bradl (Aprilia)     | Marco Simoncelli (Gilera) | Valentino Rossi (Yamaha)    | Report |
| 2007 | Motegi | Mattia Pasini (Aprilia)    | Mika Kallio (KTM)         | Loris Capirossi (Ducati)    | Report |
| 2006 | Motegi | Mika Kallio (KTM)          | Hiroši Aojama (KTM)       | Loris Capirossi (Ducati)    | Report |
| 2005 | Motegi | Mika Kallio (KTM)          | Hiroši Aojama (Honda)     | Loris Capirossi (Ducati)    | Report |
| 2004 | Motegi | Andrea Dovizioso (Honda)   | Daniel Pedrosa (Honda)    | Makoto Tamada (Honda)       | Report |
| 2003 | Suzuka | Stefano Perugini (Aprilia) | Manuel Poggiali (Aprilia) | Valentino Rossi (Honda)     | Report |
| 2002 | Suzuka | Arnaud Vincent (Aprilia)   | Osamu Mijazaki (Yamaha)   | Valentino Rossi (Honda)     | Report |
| 2001 | Suzuka | Masao Azuma (Honda)        | Daidžiró Kató (Honda)     | Valentino Rossi (Honda)     | Report |
| 2000 | Suzuka | Jóiči Ui (Derbi)           | Daidžiró Kató (Honda)     | Norifumi Abe (Yamaha)       | Report |
| 1999 | Motegi | Masao Azuma (Honda)        | Šinja Nakano (Yamaha)     | Kenny Roberts, Jr. (Suzuki) | Report |
| 1998 | Suzuka | Kazuto Sakata (Aprilia)    | Daidžiró Kató (Honda)     | Max Biaggi (Honda)          | Report |
| 1997 | Suzuka | Noboru Ueda (Honda)        | Daidžiró Kató (Honda)     | Michael Doohan (Honda)      | Report |
| 1996 | Suzuka | Masaki Tokudome (Aprilia)  | Max Biaggi (Aprilia)      | Norifumi Abe (Yamaha)       | Report |
| 1995 | Suzuka | Haručika Aoki (Honda)      | Ralf Waldmann (Honda)     | Daryl Beattie (Suzuki)      | Report |
| 1994 | Suzuka | Takeši Cudžimura (Honda)   | Tadajuki Okada (Honda)    | Kevin Schwantz (Suzuki)     | Report |
| 1993 | Suzuka | Dirk Raudies (Honda)       | Tecuja Harada (Yamaha)    | Wayne Rainey (Yamaha)       | Report |
| 1992 | Suzuka | Ralf Waldmann (Honda)      | Luca Cadalora (Honda)     | Michael Doohan (Honda)      | Report |
| 1991 | Suzuka | Noboru Ueda (Honda)        | Luca Cadalora (Honda)     | Kevin Schwantz (Suzuki)     | Report |
| 1990 | Suzuka | Hans Spaan (Honda)         | Luca Cadalora (Yamaha)    | Wayne Rainey (Yamaha)       | Report |
| 1989 | Suzuka | Ezio Gianola (Honda)       | John Kocinski (Yamaha)    | Kevin Schwantz (Suzuki)     | Report |
| 1988 | Suzuka |                            | Anton Mang (Honda)        | Kevin Schwantz (Suzuki)     | Report |
| 1987 | Suzuka |                            | Masaru Kobajaši (Honda)   | Randy Mamola (Yamaha)       | Report |

| Rok  | Trať   | 50 cc                    | 125 cc                 | 250 cc                   | 350 cc                    | Report |
| ---- | ------ | ------------------------ | ---------------------- | ------------------------ | ------------------------- | ------ |
| 1967 | Fuji   | Micuo Itó (Suzuki)       | Bill Ivy (Yamaha)      | Ralph Bryans (Honda)     | Mike Hailwood (Honda)     | Report |
| 1966 | Fuji   | Jošimi Katajama (Suzuki) | Bill Ivy (Yamaha)      | Hiroši Hasegawa (Yamaha) | Phil Read (Yamaha)        | Report |
| 1965 | Suzuka | Luigi Taveri (Honda)     | Hugh Anderson (Suzuki) | Mike Hailwood (Honda)    | Mike Hailwood (MV Agusta) | Report |
| 1964 | Suzuka | Ralph Bryans (Honda)     | Ernst Degner (Suzuki)  | Jim Redman (Honda)       | Jim Redman (Honda)        | Report |
| 1963 | Suzuka | Luigi Taveri (Honda)     | Frank Perris (Suzuki)  | Jim Redman (Honda)       | Jim Redman (Hondav        | Report |
| 1962 | Suzuka | Tommy Robb (Honda)       | Tommy Robb (Honda)     | Jim Redman (Honda)       | Jim Redman (Honda)        | Report |